# Sommer-Paralympics 2012/Teilnehmer (Hongkong)
| stlisierte Goldmedaille | stlisierte Silbermedaille | stlisierte Bronzemedaille |
| ----------------------- | ------------------------- | ------------------------- |
| 3                       | 3                         | 6                         |

Hongkong nahm mit 28 Sportlern (15 Frauen, 13 Männern) an den Paralympischen Sommerspielen 2012 in London teil.
Erfolgreichste Athletin der Mannschaft war die Rollstuhlfechterin Yu Chui Yee mit zwei Goldmedaillen und einer Bronzemedaille.

## Medaillen

### Medaillenspiegel
| Medaillenspiegel Hongkong |                  |                              |                           |                           |        |
| Platz                     | Sportart         | Goldmedaille – Olympiasieger | Silbermedaille – 2. Platz | Bronzemedaille – 3. Platz | Gesamt |
| 1                         | Rollstuhlfechten | 2                            | 1                         | 4                         | 7      |
| 2                         | Tischtennis      | 1                            | 1                         | 0                         | 2      |
| 3                         | Leichtathletik   | 0                            | 1                         | 0                         | 1      |
| 4                         | Schwimmen        | 0                            | 0                         | 2                         | 2      |
| Total                     | Total            | 3                            | 3                         | 6                         | 12     |

### Medaillengewinner

#### Gold
| Name        | Sportart         | Wettkampf                 |
| ----------- | ---------------- | ------------------------- |
| Wong Ka Man | Tischtennis      | Einzel Frauen (Klasse 11) |
| Yu Chui Yee | Rollstuhlfechten | Degen Frauen (A)          |
| Yu Chui Yee | Rollstuhlfechten | Florett Frauen (A)        |

#### Silber
| Name         | Sportart         | Wettkampf                 |
| ------------ | ---------------- | ------------------------- |
| Tam Chik Sum | Rollstuhlfechten | Degen Männer (B)          |
| Yeung Chi Ka | Tischtennis      | Einzel Frauen (Klasse 11) |
| So Wa Wai    | Leichtathletik   | 200 m Männer T36          |

#### Bronze
| Name                                         | Sportart         | Wettkampf                 |
| -------------------------------------------- | ---------------- | ------------------------- |
| Au Kai Lun                                   | Schwimmen        | 100 m Rücken Männer S14   |
| Chan Wing Kin                                | Rollstuhlfechten | Säbel Männer (A)          |
| Chan Yui Chong                               | Rollstuhlfechten | Degen Frauen (B)          |
| Chan Wing Kin Wong Tang Tat Chung Ting Ching | Rollstuhlfechten | Mannschaft Männer (offen) |
| Yu Chui Yee Chan Yui Chong Fan Pui Shan      | Rollstuhlfechten | Mannschaft Frauen (offen) |
| Leung Shu Hang                               | Schwimmen        | 100 m Brust Frauen SB14   |

## Teilnehmer nach Sportarten

### Boccia
Frauen
- Kwok Hoi Yin Karen
- Lau Wai Yan Vivien
- Leung Mei Yee
- Yeung Hiu Lam

Männer
- Leung Yuk Wing
- Wong Kam Lung

### Leichtathletik
Frauen
- Yu Chun Lai

Männer
- So Wa Wai

### Rollstuhlfechten
Frauen
- Yu Chui Yee
- Chan Yui Chong
- Fan Pui Shan

Männer
- Tam Chik Sum
- Chan Wing Kin
- Wong Tang Tat
- Chung Ting Ching
- Cheong Meng Chai

### Reiten
Frauen
- Tse Pui Ting Natasha

### Schießen
Frauen
- Leung Yuk Chun

### Schwimmen
Frauen
- Leung Shu Hang
- Chow Yuen Ying

Männer
- Au Kai Lun
- Lee Tsun Sang
- Tang Wai Lok

### Tischtennis
Frauen
- Wong Ka Man
- Yeung Chi Ka
- Wong Pui Yi

Männer
- Choy Hing Lam
- Ko Hang Yee